# Chorizopes khandaricus
Chorizopes khandaricus là một loài nhện trong họ Araneidae.
Loài này thuộc chi Chorizopes. Chorizopes khandaricus được Pawan U. Gajbe miêu tả năm 2005.